# Корчовски, Ноа
Ноа Корчовски (нем. Noah Korczowski; родился 8 января 1994 года в Марле, Германия) — немецкий футболист, защитник клуба «Майнц 05».

## Клубная карьера
В 1998 году Ноа начал заниматься футболом в команде «Марль-Хюлс» из своего родного города, Марля. В 2003 году перешёл в «Древер», а ещё спустя два года — в «Эртен-Лангенбохум», известную футбольную школу Рурской области.
В 2006 году Корчовски перешёл в молодёжную команду «Шальке 04». В сезоне 2011/12 Ноа в составе молодёжной команды (до 19 лет) выиграл чемпионат Германии, в финале победив мюнхенскую «Баварию».
Летом 2012 года Корчовски перешёл в «Нюрнберг». 22 июля 2012 года Ноа провёл первый матч за вторую команду, выступавшую в Региональной лиге «Бавария». 3 ноября того же года защитник дебютировал в Бундеслиге, выйдя на замену на 87 минуте матча с «Вольфсбургом». В сезоне 2012/13 Корчовски провёл 3 игры за основной состав «Нюрнберга», 16 матчей за вторую команду и 15 встреч за молодёжный состав.
В январе 2014 года Ноа перешёл в команду «Вольфсбург», подписав контракт на 1,5 года. Летом 2016 года перешёл в резервную команду клуба «Майнц 05».

## Карьера в сборной
Корчовски выступал за различные юношеские сборные Германии. В составе юношеской сборной Германии (до 17 лет) принял участие в чемпионате мира 2011 в Мексике. На турнире провёл 4 игры, в том числе и победный матч за 3-е место против бразильцев.